# Thomas Burghuber
Thomas Burghuber (* 3. Mai 1994) ist ein österreichischer Fußballspieler.

## Sportliche Laufbahn
Burghuber begann seine Karriere beim TSV Aurolzmünster in Oberösterreich. 2004 wechselte er in die Jugendabteilung der SV Ried, wo er bis 2012 aktiv war. 2012 wurde er von Interimscoach Gerhard Schweitzer in die erste Mannschaft geholt. Sein Debüt gab der Abwehrspieler am 5. Mai 2012 gegen den späteren Absteiger Kapfenberger SV, als er von Anfang an spielte und in der 75. Minute gegen Robert Zulj ausgetauscht wurde. Es blieb bei einem Einsatz in jener Bundesligasaison. In der folgenden Spielzeit kam Burghuber auf drei Einsätze ohne eigenen Torerfolg. In der Saison 2014/15 wurde er nach sechs Einsätzen zum Jahreswechsel bis zum Saisonende an Union Vöcklamarkt verliehen, wo er auf zehn Einsätze in der zweitklassigen Erste Liga kam.
Zur Saison 2015/16 wechselte Burghuber zum Erste-Liga-Aufsteiger SV Austria Salzburg.
Nach dem Abstieg Salzburgs in die Regionalliga wechselte er im Sommer 2016 zur Union Gurten, für die er aktuell (Stand: Mai 2025) in der neunten Saison in Folge zum Einsatz kommt.
Um das Jahr 2012 kam Burghuber in der österreichischen U-19-Nationalauswahl zum Einsatz und war um das Jahr 2015 auch U-21-Teamspieler.

## Privates
Thomas Burghuber wurde als Sohn von Berta und Erwin Burghuber (* 1963) geboren, wuchs in Forchtenau bei Aurolzmünster auf und schloss seine allgemeine Schulausbildung an der Sport-HAK Ried ab. Der Vater spielte einst selbst bei der SV Ried und scheiterte mit dem Klub Ende der 1980er Jahre knapp am Aufstieg in den Profibereich. Der ältere Bruder Martin (* 1991) war ebenfalls als Fußballspieler aktiv, brachte es jedoch nie über den Amateurbereich hinaus.
Burghuber ist mit seiner Jugendfreundin verheiratet, Vater und als Kundenberater bei der Volksbank Oberösterreich tätig.